# Lasieso
Lasieso es una localidad española perteneciente al municipio de Sabiñánigo, en la comarca del Alto Gállego, provincia de Huesca, Aragón.

## Toponimia
A partir del año 893 aparece mencionado en la documentación histórica como Lasieso, Lasiesso y Lasiso.

## Historia
Asentado sobre un llano próximo a la unión del río Guarga con el Gállego, se encuentra Lasieso. Se trata de un interesante conjunto arquitectónico. En cuanto a su patrimonio, la iglesia de Lasieso es uno de los ejemplos más destacados del arte serrablés, románica del siglo XI. El conjunto arquitectónico se conforma por dos iglesias yuxtapuestas. Sobre la nave de la iglesia pequeña descansa una torre campanario. En la parte baja del núcleo se ha encontrado una necrópolis del siglo X con tumbas antropomorfas. Está declarada Bien de Interés Cultural (Monumento Histórico-Artístico desde 1982).

## Demografía

### Localidad
Datos demográficos de la localidad de Lasieso desde 1900:
| 86                    | 65 | 58 | 65 | 62 | 72 | 119 | 46 | 51 | 24 | 16 | 14 | 11 |
| (Fuente: IAEST e INE) |    |    |    |    |    |     |    |    |    |    |    |    |

- Datos referidos a la población de derecho.

### Antiguo municipio
Datos demográficos del municipio de Lasieso desde 1842:
| 43            | -- | -- | -- | -- | -- | -- | -- | -- |
| (Fuente: INE) |    |    |    |    |    |    |    |    |

- Entre el censo de 1857 y el anterior, este municipio desaparece porque se integra en el municipio de Jabarrella.
- Datos referidos a la población de derecho, excepto en los censos de 1857 y 1860 que se refieren a la población de hecho.

## Galería

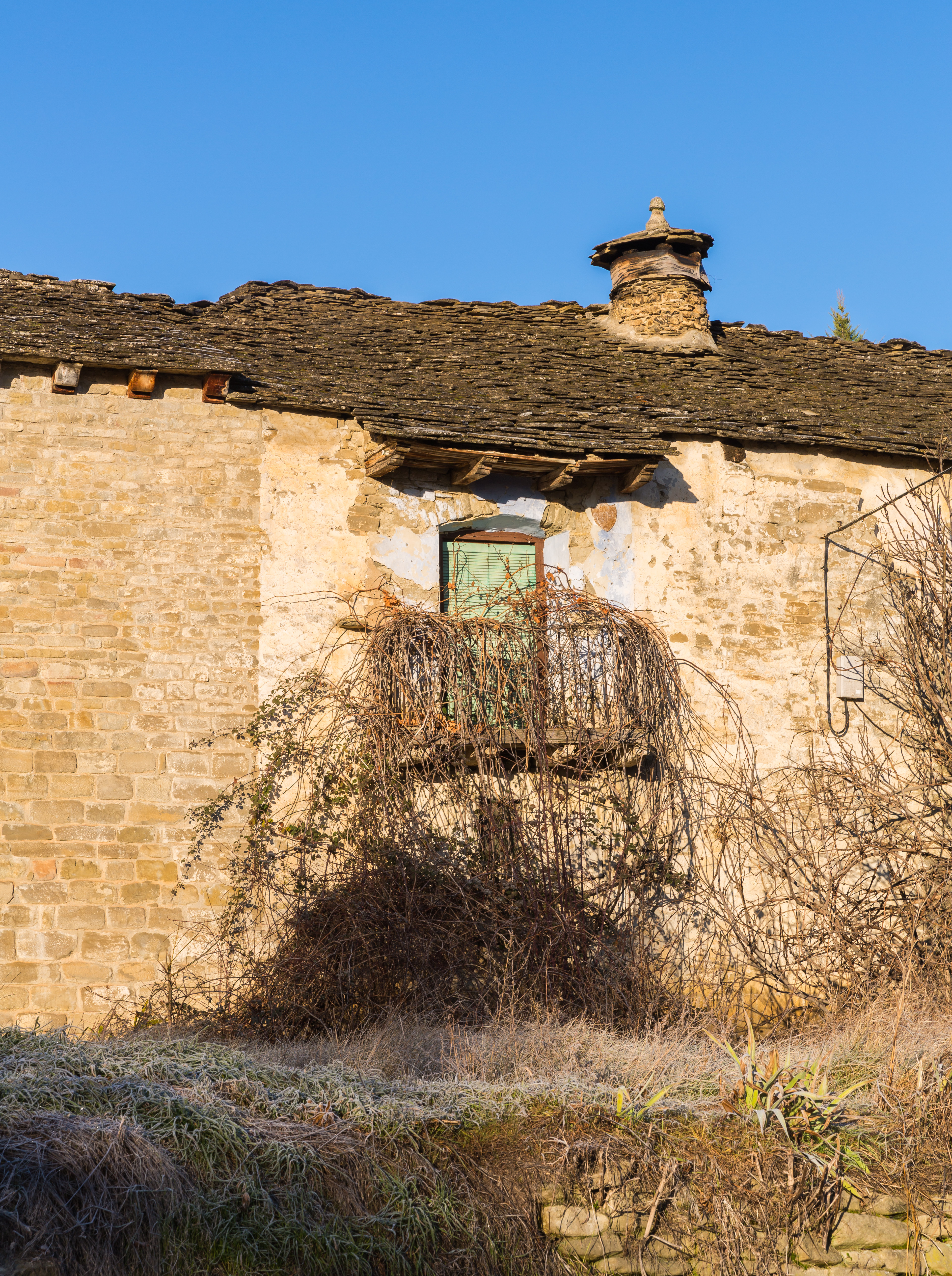
Fachada de una casa antigua.
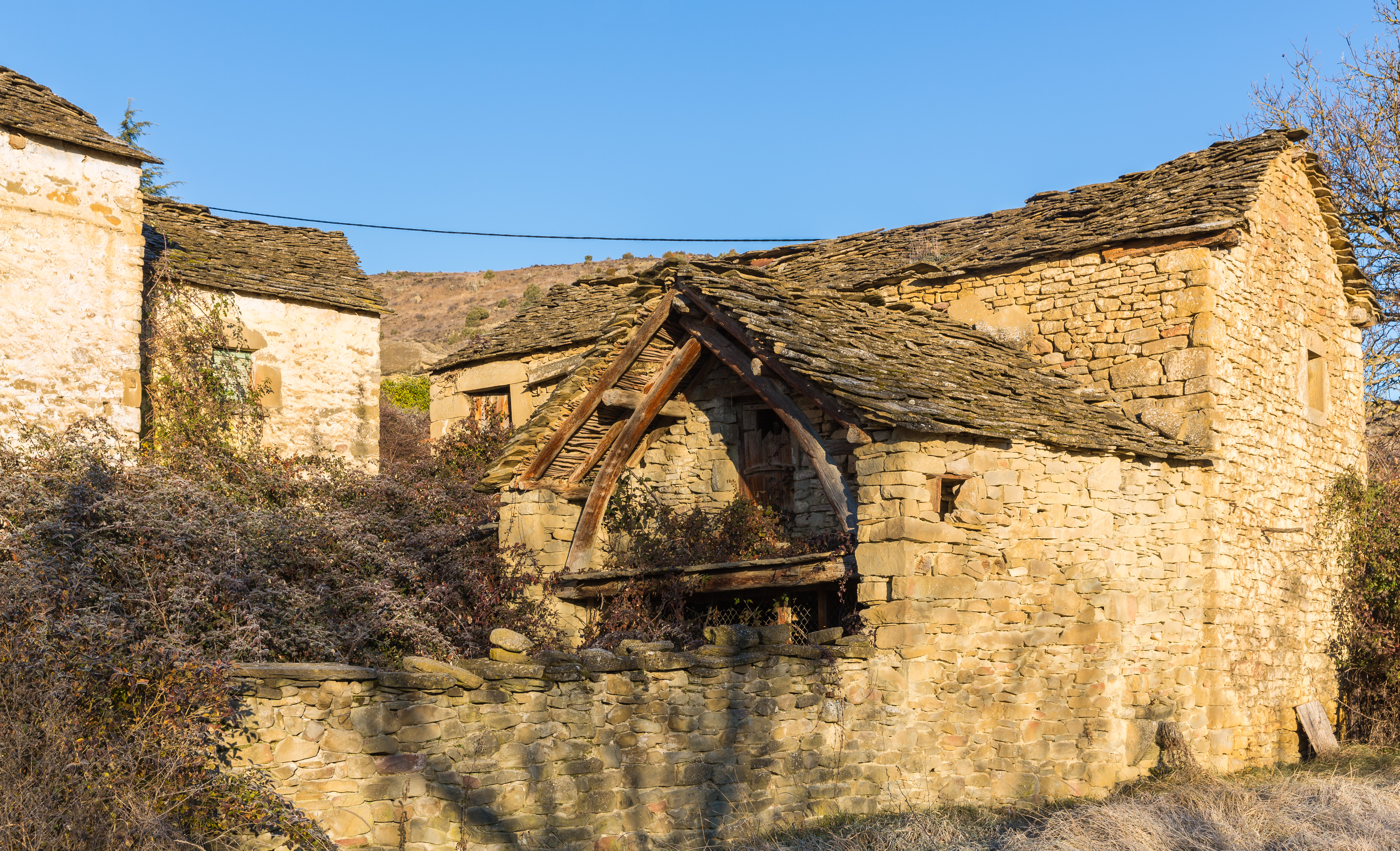
Borda en Lasieso.
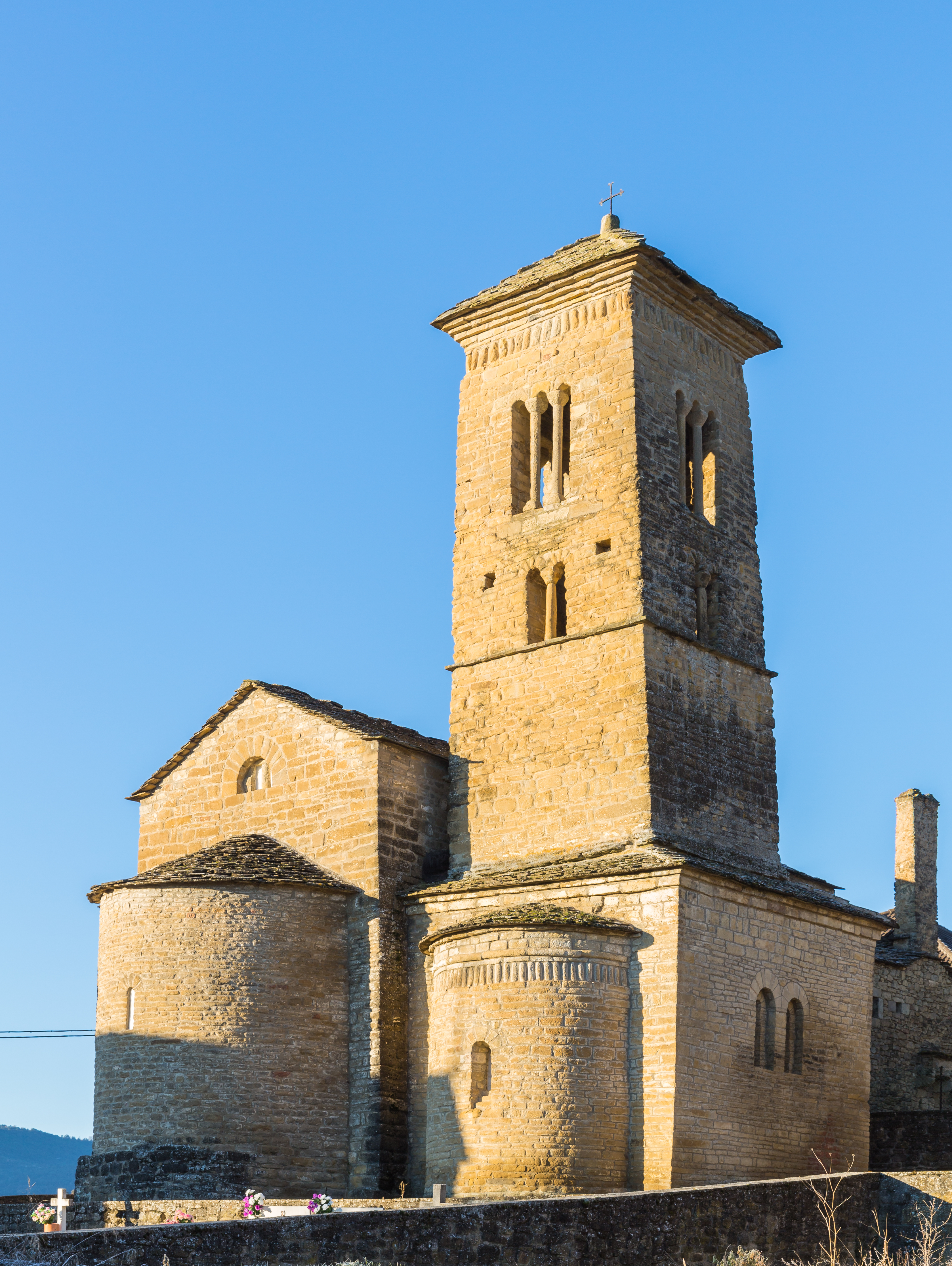
Iglesia de San Pedro.
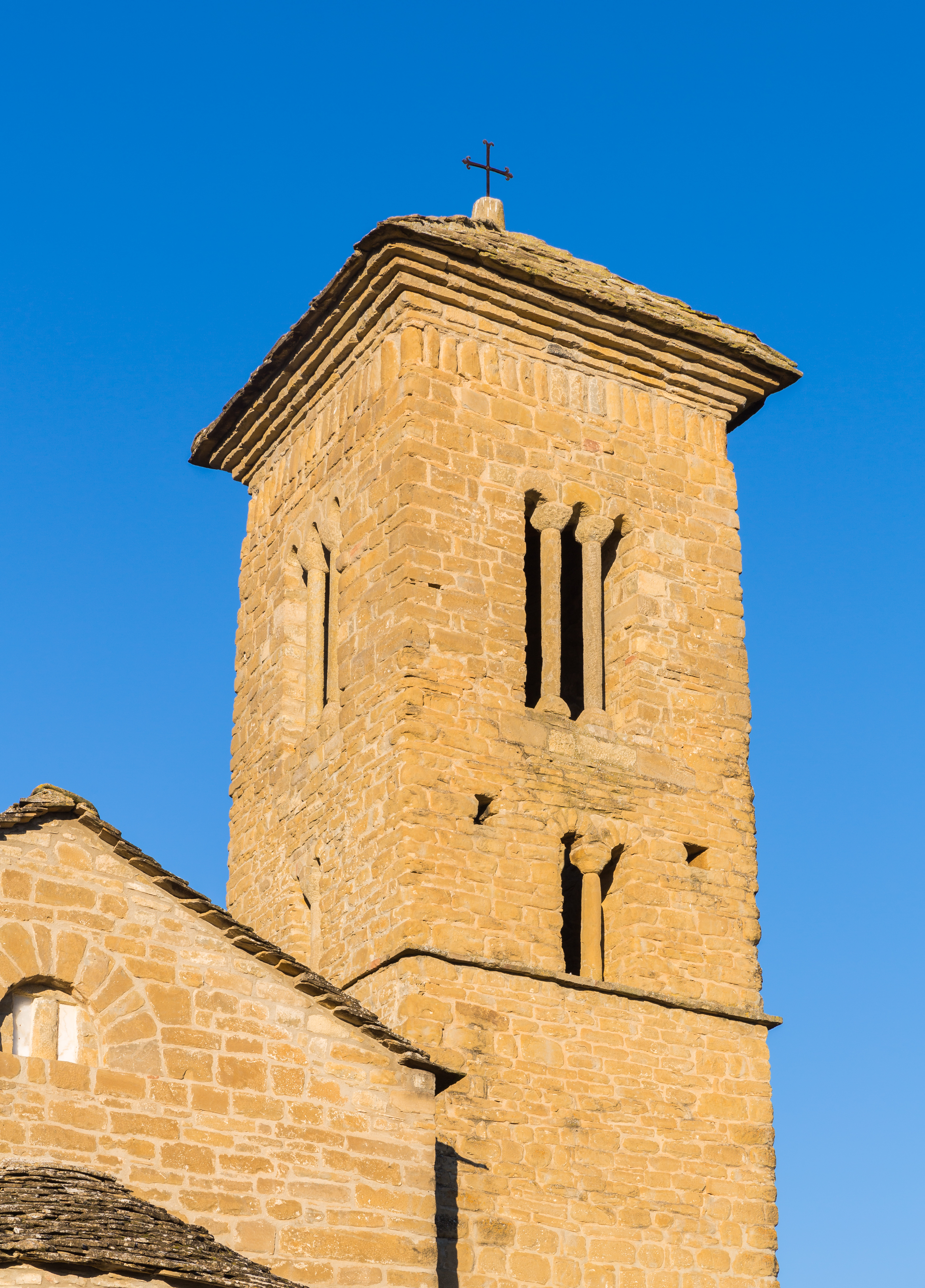
Detalle de la iglesia.
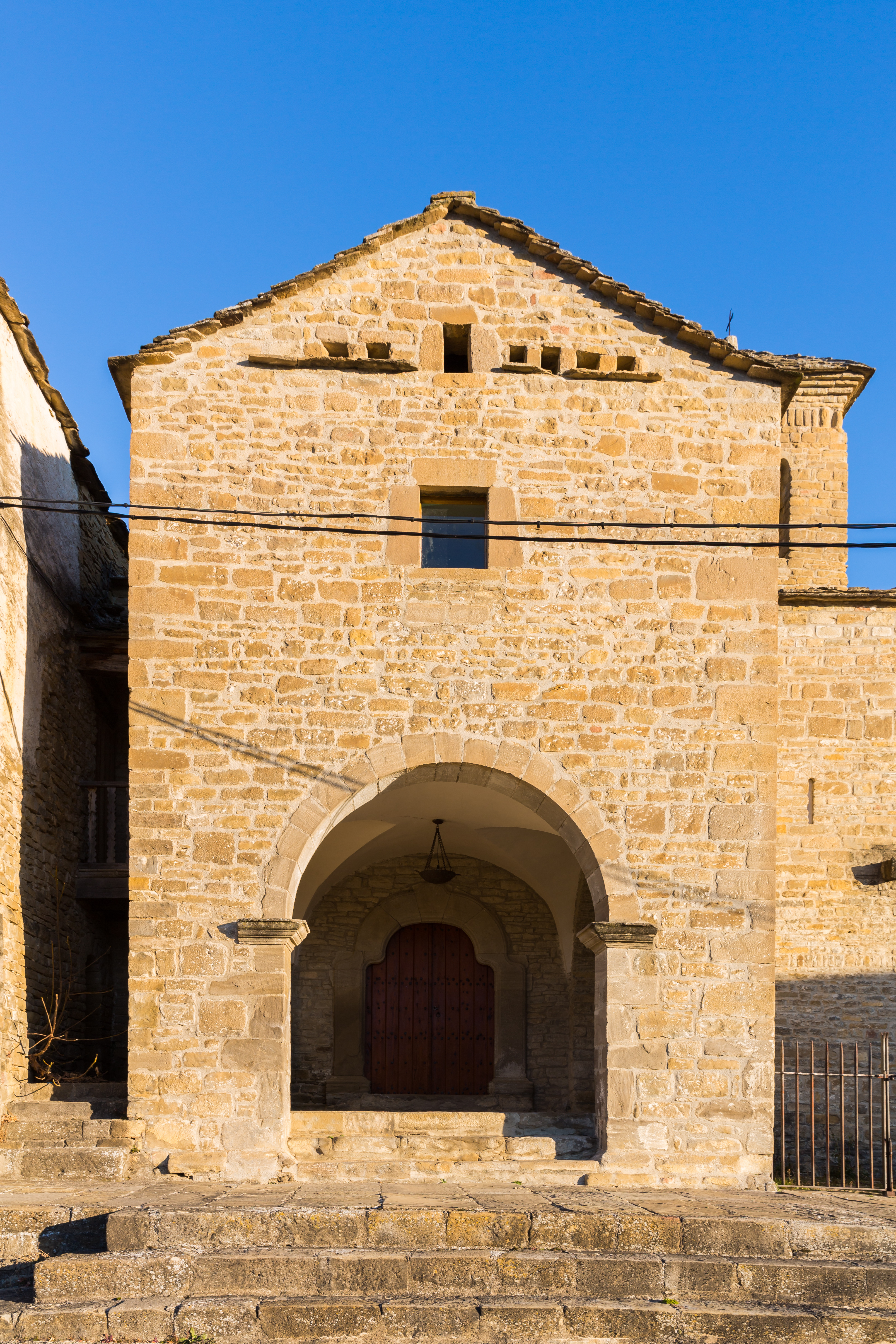
Vista lateral.
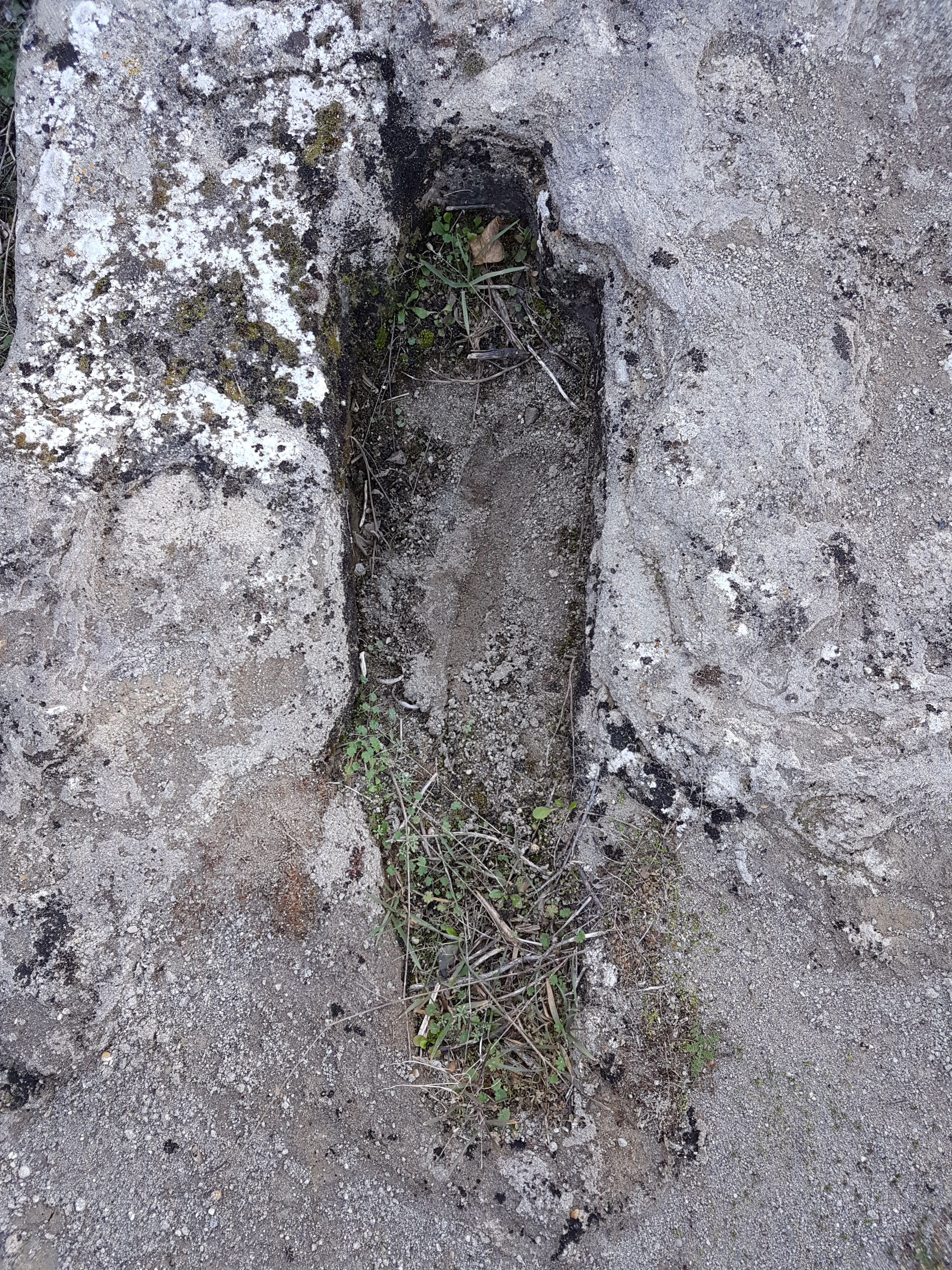
Una de la tumbas antropomorfas en la necrópolis.